# 미치 밀러
미치 밀러(Mitch Miller, 본명은 미첼 윌리엄 밀러(Mitchell William Miller), 1911년 7월 4일 ~ 2010년 7월 31일)은 미국의 싱어송라이터, 편곡가, 오보에 연주자, 잉글리시 호른 연주자, 음반기업가, 합창단 지휘자, 악단 지휘자, 음반 프로듀서, 영화배우, 영화 음악감독이다.

## 생애
그는 1934년 가수로 첫 데뷔하였고 1935년 오보에 연주자로 데뷔하였으며 1936년 잉글리시 호른 연주자로 데뷔하는 등 다재다능한 음악적 재주를 드러냈고 이후 1958년 미국 영화 《Senior prom》의 단역으로 영화배우 데뷔하였으며 1962년 미국 영화 《The longest day》로 영화 음악감독 데뷔하였다.
또한 그는 음반 프로듀서로서의 뛰어난 역량으로 토니 베넷(Tony Bennett)과 진 오트리(Gene Autry) 등의 가수를 톱 가수로 급부상시키는 데 일조하였다.
1988년 이후에는 미국 팝 음악 분야의 원로 가운데 한 사람으로서 칭송되었으며 2010년 7월 31일에 향년 99세로 별세하였다.

## 미치 밀러 합창단
미치 밀러 합창단(Mitch Miller And The Gang)은 아이들부터 어른에 이르기까지 누구나 즐길 수 있는 코러스를 목적으로 미치 밀러가 만든 대편성의 남성 합창단이다.

## 같이 보기
- 진 오트리
- 토니 베넷
- 앤디 윌리엄스
- 레이 카니프